# Custom Killing
Custom Killing  —  четвёртый альбом, выпущенный в 1987 году канадской спид/трэш-метал группой Razor. Альбом был выпущен в июле 1987 года на лейбле Fist Fight Records. 
После записи этого альбома, барабанщик Майк Эмбро и басист Майк Кампаноло ушли из группы.

## Список композиций
Слова и музыка всех песен — группа Razor.
| №  | Название                  | Длительность |
| -- | ------------------------- | ------------ |
| 1. | «Survival of the Fittest» | 11:05        |
| 2. | «Shootout»                | 4:58         |
| 3. | «Forced Annihilation»     | 5:02         |
| 4. | «Last Rites»              | 11:06        |
| 5. | «Snake Eyes»              | 3:36         |
| 6. | «White Noise»             | 5:28         |
| 7. | «Going Under»             | 4:04         |
| 8. | «Russian Ballet»          | 0:34         |

## Участники записи
- Стейс МкЛарен — вокал
- Дейв Карло — гитара
- Майк Кампаноло — бас-гитара
- Майк Эмбро — ударные